# Wolfgang Kieling
Wolfgang Kieling, född 16 mars 1924 i Berlin, död 7 oktober 1985 i Hamburg, var en tysk skådespelare. Kieling började arbeta som barnskådespelare på 1930-talet. Efter andra världskriget arbetade han omväxlande i Väst och Östtyskland. Sin kändaste roll för den internationella publiken gör han som Stasi-agent som går ett brutalt öde till mötes i Alfred Hitchcocks En läcka i ridån 1965.
Han var en tid gift med skådespelaren Gisela Uhlen, och är genom äktenskapet far till skådespelaren Susanne Uhlen.

## Filmografi, urval
- 1958 – Han kunde inte säja nej
- 1964 – Natt i Reeperbahn
- 1965 – Das Haus in der Karpfengasse
- 1965 – En läcka i ridån
- 1968 – Amsterdam Affair
- 1971 – Den perfekta stöten
- 1984 – I morgon Alabama